# Cerastis rubricosa
Cerastis rubricosa là một loài bướm đêm thuộc họ Noctuidae. Nó được tìm thấy ở hầu hết châu Âu, phía đông through the temperate regions của châu Á up to Nhật Bản. Ở phía bắc it is found just phía bắc của Vòng cực. Về phía nam it is found cho đến lưu vực Địa Trung Hải và Thổ Nhĩ Kỳ.

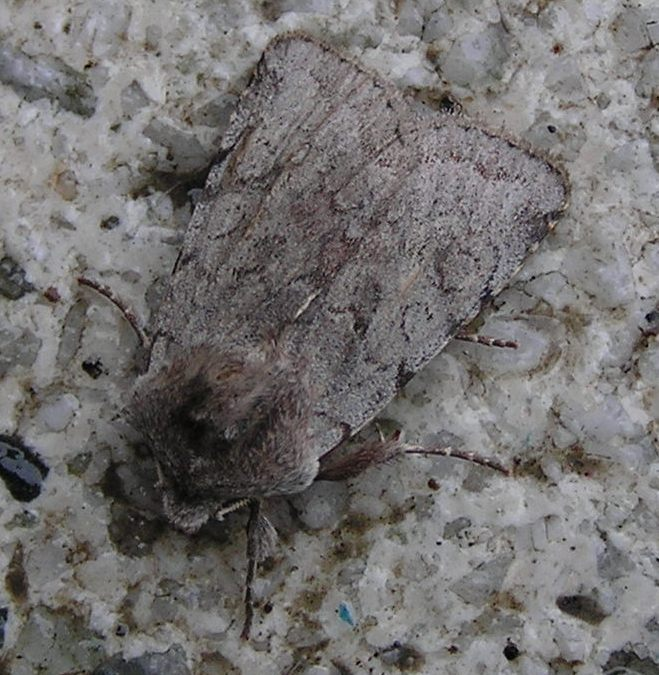

Sải cánh dài 32–38 mm. Con trưởng thành bay từ tháng 3 đến tháng 5 tùy theo địa điểm.
Ấu trùng ăn lá của various plants, bao gồm các loài Luzula, Gymnadenia conopsea, Lotus corniculatus, Veronica chamaedrys, Rhinenthus alectorolophus và Orchidaceae.

## Hình ảnh

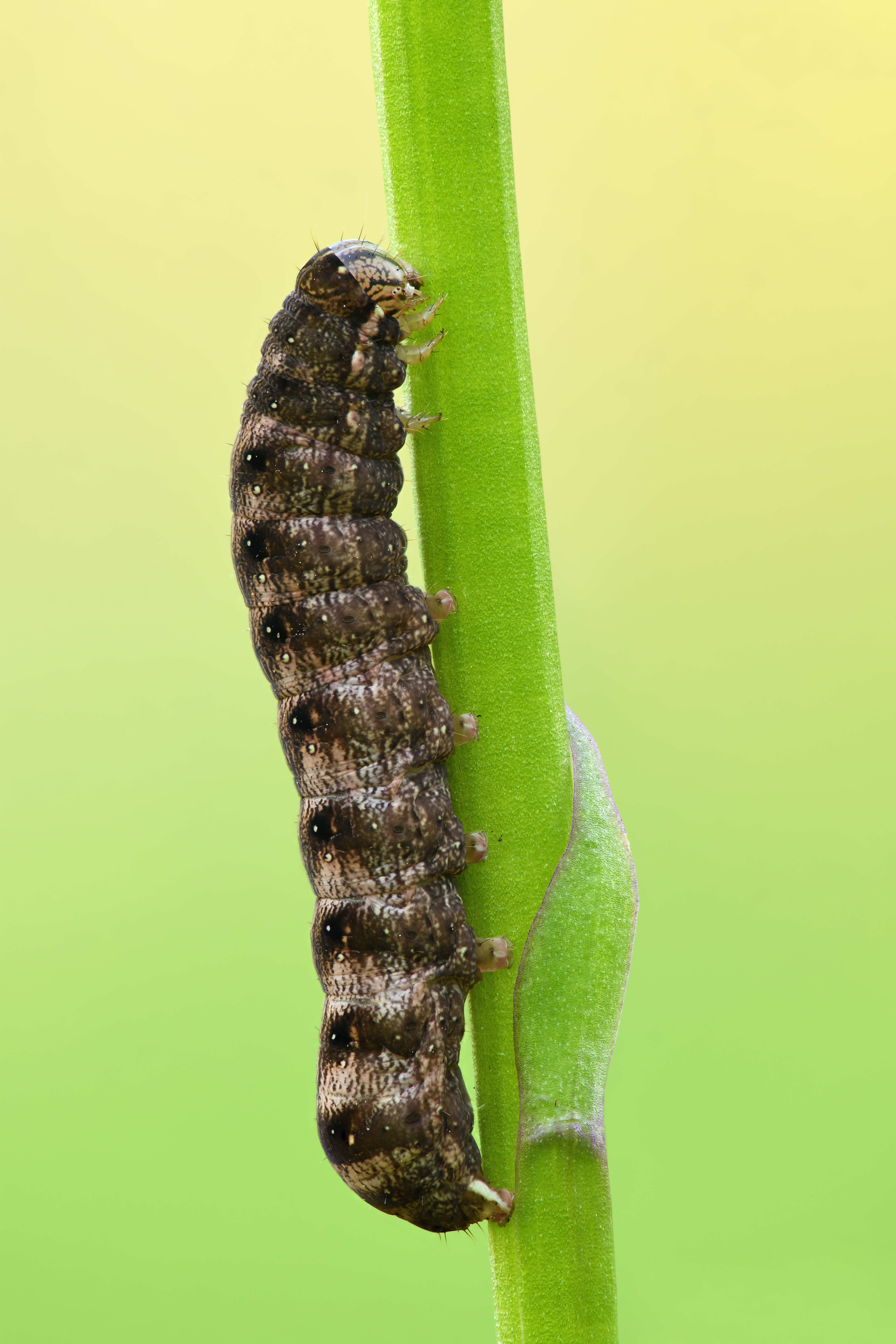
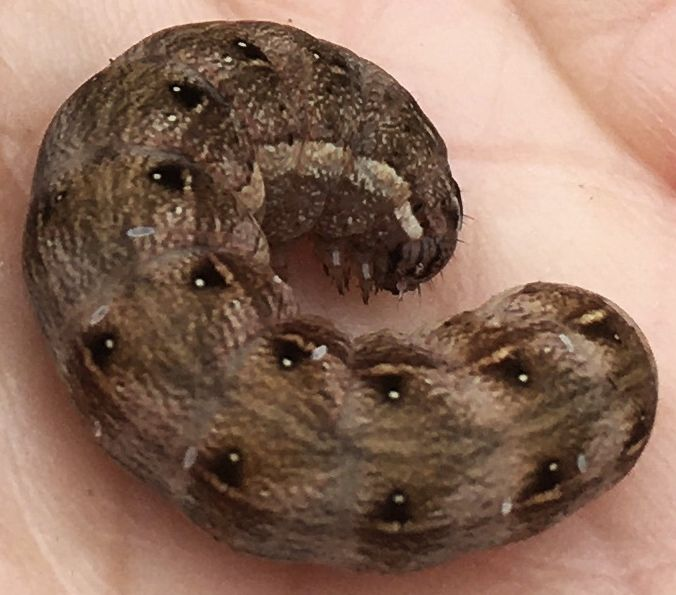
Sâu bướm
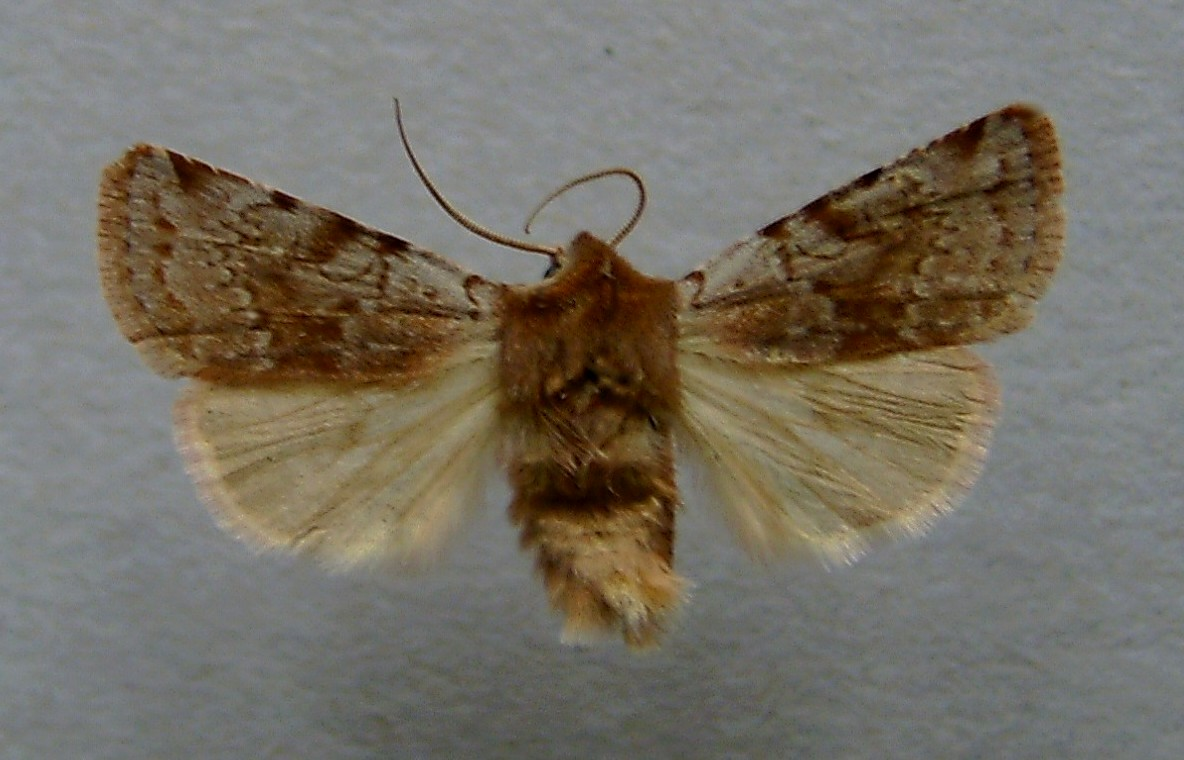
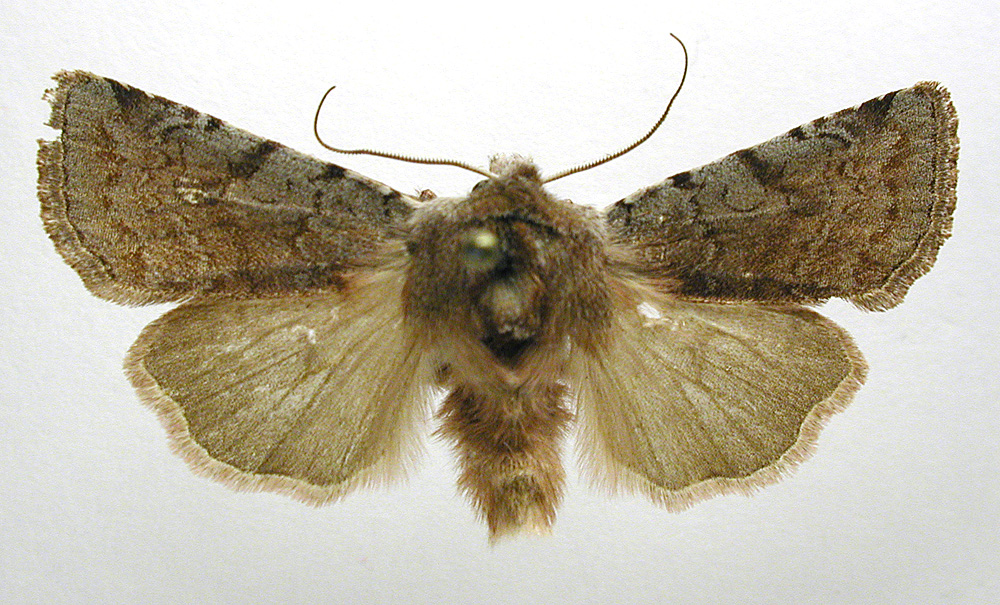
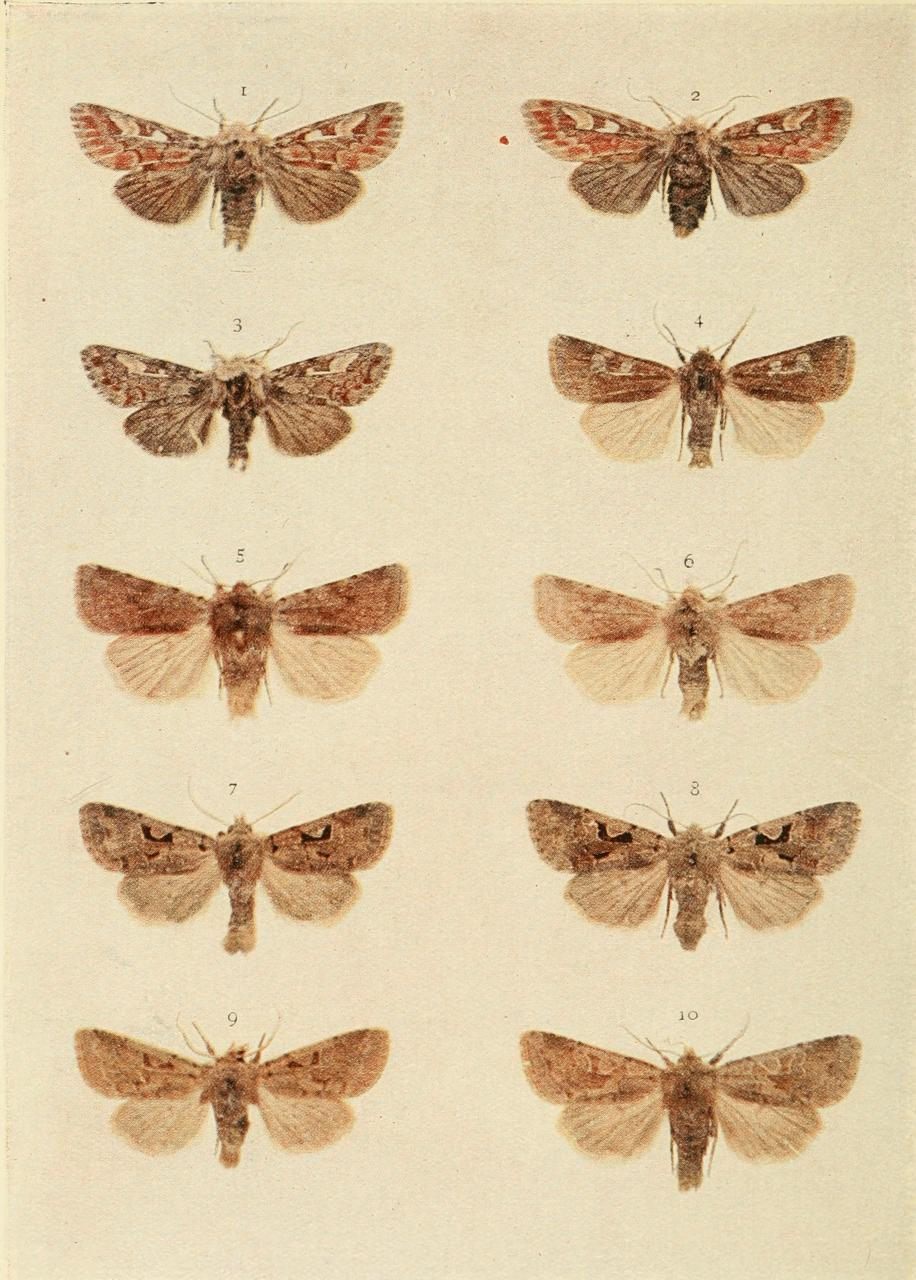